# Thed Björk
Thed Björk (Vretstorp, 14 dicembre 1980) è un pilota automobilistico svedese, campione del mondo turismo nel 2017. Pilota ufficiale Volvo dal 2012, è stato anche campione scandinavo turismo nel 2013, 2014 e 2015.

## Carriera

### Primi anni
Dopo aver corso per diversi anni nel karting, nel 1997 ha debuttato nella Formula 3 nordica e nella Formula 3 svedese, vincendo entrambi i titoli nel 1999. Nel 2000 si è trasferito negli Stati Uniti per partecipare alle Barber Dodge Pro Series, classificandosi decimo assoluto con una pole position, due giri veloci e un quarto posto come miglior piazzamento ottenuto nel corso della stagione.
Nel 2001 è tornato in Europa per partecipare alla classe SR2 campionato sportprototipi e al campionato svedese gran turismo. La stagione si rivela ricca di successi: negli sportprototipi, alla guida di una Lola B2K/40 motorizzata Nissan della Sportscar Racing Team Sweden in coppia con Larry Oberto, riesce ad aggiudicarsi il titolo, mentre nel campionato della sua terra si classifica terzo, chiudendo sul podio 11 gare su 12. Nello stesso anno riesce anche a debuttare nel campionato svedese turismo, ingaggiato per una gara dalla Kristoffersson Motorsport per sostituire Roberto Colciago e ottenendo un secondo posto. Ha anche disputato la 24 Ore di Daytona, durante la quale fa pole position e giro veloce ma è costretto a ritirarsi a causa di un guasto al cambio.
Nel 2002 è stato ingaggiato dalla Courage Compétition per disputare la 24 Ore di Le Mans nella classe LMP900. Alla guida di una Courage C60 in equipaggio con i francesi Didier Cottaz e Boris Derichebourg, classificandosi 15º assoluto e 12º di classe. In seguito è stato ingaggiato dalla Nordic Racing per sostituire Ryan Briscoe nelle ultime gare della International Formula 3000, ma non ottiene alcun punto e si classifica sedicesimo assoluto.
Nel 2003, ha fatto ritorno in Svezia tornando a correre nel campionato svedese gran turismo alla guida di una Chrysler Viper GTS-R vincendo tutte le gare tranne una e aggiudicandosi il titolo finale. Il campionato è stato tuttavia sciolto al termine della stagione, lasciando il pilota svedese senza un contratto.

### Campionato svedese turismo
A metà stagione 2004 è stato ingaggiato dalla WestCoast Racing, team semiufficiale BMW nel campionato svedese turismo, per sostituire Niklas Lovén alla guida di una BMW 320i. Ottiene due podi e si classifica undicesimo. Confermato per il 2005, ottiene due vittorie e sei podi su otto gare, classificandosi secondo.
Nel 2006 passa alla Kristoffersson Motorsport, scuderia semiufficiale Audi per la quale aveva già corso nel 2001 al debutto nel campionato. Alla guida di una delle Audi A4 della scuderia, prende la testa della classifica alla prima gara e non la perde più, vincendo il campionato con 59 punti. Durante la stagione ottiene tre vittorie e sei podi. Le ottime prestazioni gli valgono anche un ingaggio per due gare nel DTM dall'Audi. Confermato anche per il 2007, non riesce a confermare le ottime prestazioni dell'anno precedente e, nonostante una vittoria e quattro podi, si classifica quarto.
Non riconfermato per il 2008, riesce comunque a mantenere un posto semiufficiale, venendo ingaggiato dalla Engström Motorsport alla guida di una Honda Accord. Durante questa stagione ottiene tre vittorie e sei podi, classificandosi terzo.
Nel 2009 passa alla Flash Engineering. Alla guida di una BMW 320si ottiene nove podi, che gli valgono il secondo posto finale. Confermato anche per il 2010, ottiene due vittorie e quattro podi, che gli valgono il quinto posto finale.

### Campionato scandinavo turismo e TTA - Racing Elite League

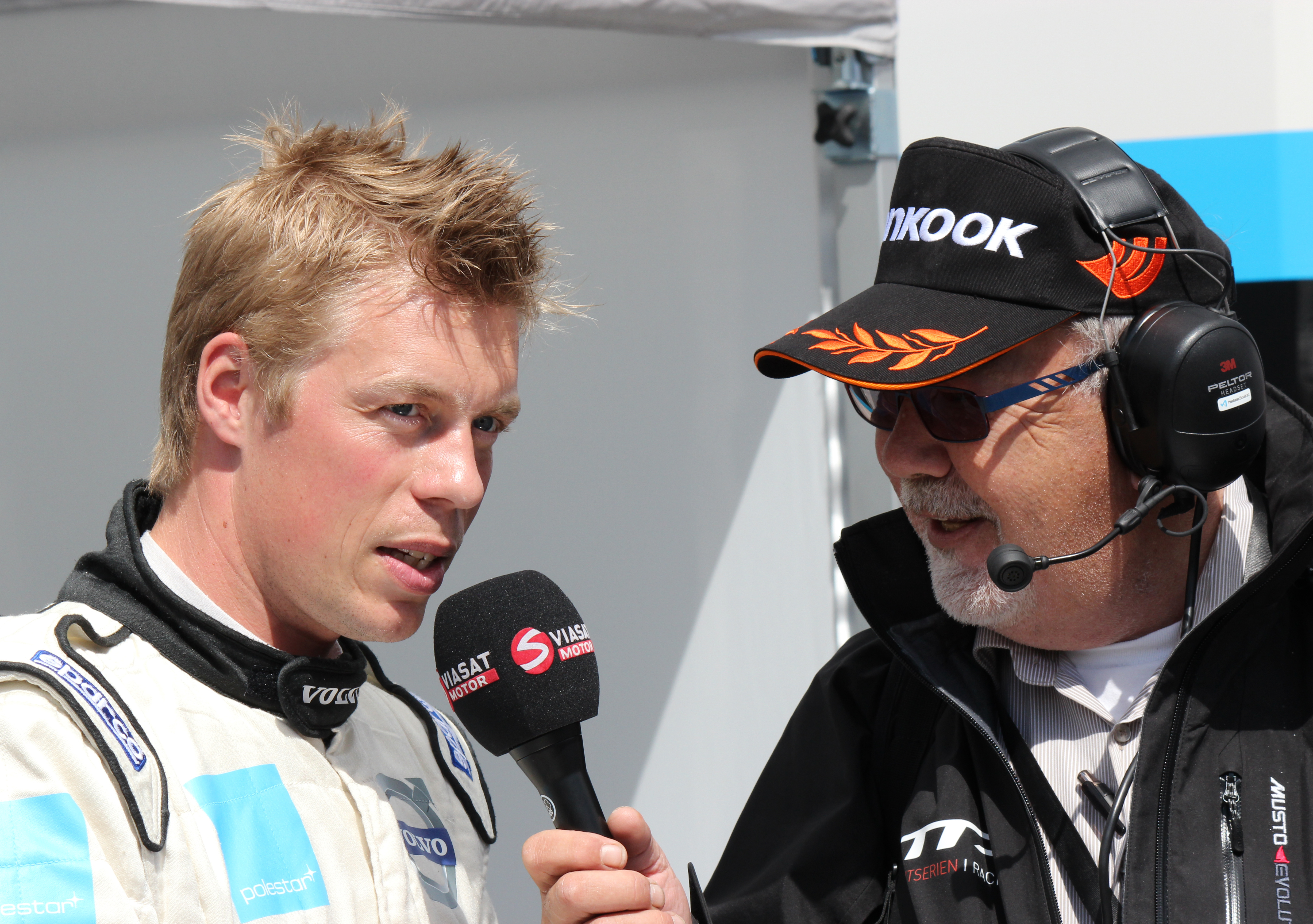
Björk durante un'intervista nel 2012

Dopo la fusione tra campionato svedese turismo e campionato danese turismo nel campionato scandinavo turismo, si è ritrovato senza contratto. Per la stagione 2011 ha allora partecipato alla Camaro Cup, aggiudicandosi il titolo. Ha ottenuto comunque un ingaggio dalla Kristoffersson Motorsport per l'ultima gara della stagione, ottenendo due settimi posti alla guida di una Volkswagen Scirocco.
Per il 2012 è stato ingaggiato dalla Volvo per partecipare alla TTA - Racing Elite League, campionato nato dalla defezione di alcune scuderie dal campionato scandinavo turismo. Alla guida di una Volvo S60 con specifiche TTA ottiene due vittorie e quattro podi che gli valgono il terzo posto finale dietro ai compagni di squadra Fredrik Ekblom e Linus Ohlsson. Confermato per il 2013, è tornato al campionato scandinavo turismo dopo la fusione di quest'ultimo con la TTA - Racing Elite League. Alla guida della stessa vettura dell'anno precedente, domina letteralmente il campionato, ottenendo otto vittorie su dodici gare che gli valgono la vittoria finale con 258 punti (e quasi 100 di vantaggio sul secondo classificato). Nel 2014 non riesce a essere dominante come nella stagione precedente; ciononostante riesce a vincere il campionato per il suo secondo anno consecutivo, ottenendo sei vittorie e nove podi su dodici gare. Nel 2015 ha ottenuto il suo terzo titolo consecutivo con cinque vittorie e dieci podi su quattordici gare. È il pilota più vincente di sempre nell'STCC, con tre titoli vinti e sedici vittorie totali.

### Campionato del mondo turismo

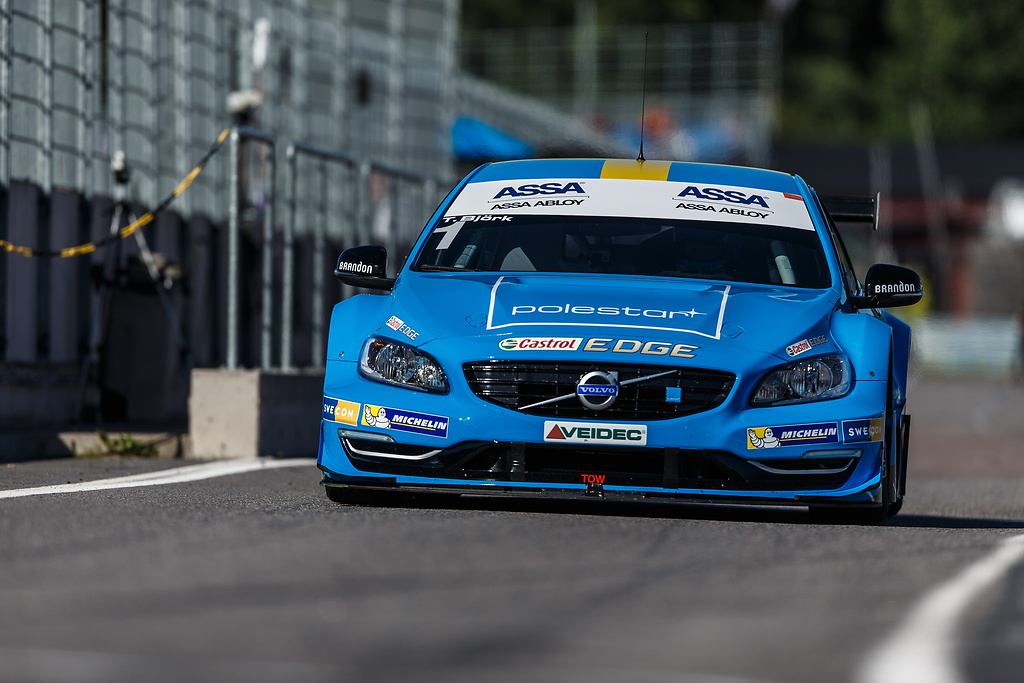
Thed Björk sul Karlskoga Motorstadion a bordo di una Volvo Polestar Racing al STCC 2015

Il 14 dicembre 2015, in seguito all'annuncio della Volvo di circa due mesi prima di entrare nel WTCC, Björk è stato promosso insieme al compagno di squadra Fredrik Ekblom per la stagione 2016. Al debutto nel nuovo campionato, sul circuito Paul Ricard, ottiene un decimo posto nelle qualifiche, che gli vale la pole position nella gara d'apertura, ma viene squalificato a causa di un'irregolarità nell'altezza di guida della sua vettura. Riesce comunque a ottenere un settimo posto partendo dal fondo, ma è costretto a ritirarsi nella seconda gara. Nel secondo appuntamento stagionale, allo Slovakiaring, viene squalificato da entrambe le gare a causa di un'infrazione nell'air restrictor. Nelle gare successive riesce a ottenere buoni risultati, tra i quali spicca un quarto posto all'Hungaroring, nonostante la sua Volvo S60 Polestar TC1 non sia ancora al livello delle Citroën C-Elysée e Honda Civic ufficiali. Nelle ultime gare, tuttavia, la sua vettura gli ha permesso di ottenere risultati ancora più di rilievo, con il primo giro veloce a Motegi e, soprattutto, la prima vittoria nel WTCC per Volvo a Shanghai. Nell'ultima gara stagionale, a Losail, ha ottenuto inoltre un secondo posto.
Confermato dal costruttore svedese anche per la stagione 2017, si è ritrovato a essere uno dei favoriti per la vittoria finale, in seguito che i ritiri di Citroën e Lada hanno lasciato Volvo e Honda come unici costruttori ufficiali. Durante il weekend inaugurale, a Marrakech ottiene un secondo e un settimo posto, mentre tre settimane dopo, a Monza, ottiene la prima pole position nel WTCC per Volvo e la sua prima vittoria stagionale. Prima della pausa estiva ottiene inoltre un'altra vittoria al Nürburgring, un secondo e un terzo posto a Vila Real e un terzo posto a Termas de Río Hondo. Alla pausa estiva si trova al secondo posto, dietro al pilota Honda Tiago Monteiro; il pilota portoghese, tuttavia rimane vittima di un grave incidente durante una sessione di test in Portogallo, che lo costringe a chiudere la sua stagione sportiva. Nella seconda parte della stagione Bjork si occupa principalmente di gestire il suo vantaggio sull'altro pilota Honda, Norbert Michelisz. Ottiene una vittoria a Motegi e un secondo posto a Macao, che gli permettono di arrivare all'appuntamento finale, a Losail, con 6,5 punti di vantaggio su Michelisz. Il pilota ungherese si dimostra il più veloce fin dalle prove libere, ma si qualifica solo undicesimo a causa di un problema ai freni. Di conseguenza a Björk, qualificatosi quarto, bastano un quinto e un quarto posto per laurearsi campione del mondo turismo, diventando il sesto pilota dopo Andy Priaulx, Yvan Muller, Gabriele Tarquini, Robert Huff e José María López.

## Risultati

### Barber Dodge Pro Series
| Anno | Vettura       | 1      | 2     | 3      | 4      | 5      | 6     | 7      | 8     | 9     | 10    | 11    | 12     | Pos. | Punti |
| ---- | ------------- | ------ | ----- | ------ | ------ | ------ | ----- | ------ | ----- | ----- | ----- | ----- | ------ | ---- | ----- |
| 2000 | Reynard-Dodge | SEB 10 | MIA 5 | NAZ 23 | LRP 12 | DET 10 | CLE 4 | MDO 11 | ROA 6 | VAN 6 | LAG 8 | RAT 6 | HMS 19 | 10º  | 83    |

### 24 Ore di Le Mans
| Anno | Scuderia            | Vettura     | Copiloti                         | Classe | Giri | Pos. | Pos. Classe |
| ---- | ------------------- | ----------- | -------------------------------- | ------ | ---- | ---- | ----------- |
| 2002 | Courage Compétition | Courage C60 | Didier Cottaz Boris Derichebourg | LMP900 | 322  | 15º  | 11º         |

### Campionato sportprototipi
| Anno | Scuderia                 | Vettura     | 1     | 2     | 3     | 4     | 5       | 6     | 7     | 8     | Pos. | Punti |
| ---- | ------------------------ | ----------- | ----- | ----- | ----- | ----- | ------- | ----- | ----- | ----- | ---- | ----- |
| 2001 | Sportsracing Team Sweden | Lola B2K/40 | SPA 2 | ITA 1 | BEL 5 | CEC 1 | FRA Rit | GBR 2 | IRL 1 | GER 1 | 1º   | 118   |

### Formula 3000 internazionale
| Anno | Scuderia                | Vettura    | 1   | 2   | 3   | 4   | 5   | 6   | 7   | 8       | 9     | 10     | 11    | 12    | Pos. | Punti |
| ---- | ----------------------- | ---------- | --- | --- | --- | --- | --- | --- | --- | ------- | ----- | ------ | ----- | ----- | ---- | ----- |
| 2002 | Coca-Cola Nordic Racing | Lola-Zytek | INT | IMO | CAT | A1R | MON | NUR | SIL | MAG Rit | HOC 7 | HUN 13 | SPA 8 | MNZ 7 | 16º  | 0     |

### Campionato svedese turismo
| Anno | Scuderia                  | Vettura             | 1       | 2       | 3         | 4       | 5         | 6       | 7        | 8         | 9       | 10      | 11        | 12       | 13      | 14      | 15        | 16       | 17       | 18        | 19    | 20    | Pos. | Punti |
| ---- | ------------------------- | ------------------- | ------- | ------- | --------- | ------- | --------- | ------- | -------- | --------- | ------- | ------- | --------- | -------- | ------- | ------- | --------- | -------- | -------- | --------- | ----- | ----- | ---- | ----- |
| 2001 | Kristoffersson Motorsport | Audi A4 Quattro     | FAL 1   | FAL 2   | MAN 1 Rit | MAN 2   | KAR 1     | KAR 2   | JYL 1    | JYL 2     | FAL 1   | FAL 2   | KNU 1     | KNU 2    | MOI 1   | MOI 2   |           |          |          |           |       |       | 18º  | 12    |
| 2001 | Euroracing                | Alfa Romeo 156      |         |         |           |         |           |         |          |           |         |         |           |          |         |         | KAR 1 Rit | KAR 2 15 | KNU 1    | KNU 2     | MAN 1 | MAN 2 | 18º  | 12    |
| 2004 | West Coast Racing         | BMW 320i            | KNU 1   | KNU 2   | FAL 1     | FAL 2   | KAR 1     | KAR 2   | MAN 1    | MAN 2     | FAL 1   | FAL 2   | KNU 1 Rit | KNU 2 14 | ARC 1   | ARC 2   | KAR 1 4   | KAR 2 3  | MAN 1 3  | MAN 2 4   |       |       | 11º  | 48    |
| 2005 | West Coast Racing         | BMW 320i            | KNU 1   | KAR 3   | AND 3     | FAL 6   | KNU NP    | KAR 1   | VAL 2    | MAN 3     |         |         |           |          |         |         |           |          |          |           |       |       | 2º   | 141   |
| 2006 | Kristoffersson Motorsport | Audi A4             | KNU 1   | KAR 3   | MAN 7     | FAL 1   | VAL 2     | AND 16  | KAR 1    | KNU 2     | MAN 4   |         |           |          |         |         |           |          |          |           |       |       | 1º   | 59    |
| 2007 | Kristoffersson Motorsport | Audi A4             | STU 7   | KNU Rit | MAN 3     | KAR 3   | AND 3     | VAL 15  | FAL 1    | KAR 4     | KNU 4   | STU Rit | MAN 8     |          |         |         |           |          |          |           |       |       | 4º   | 41    |
| 2008 | Honda Racing              | Honda Accord Euro R | KNU 9   | STU 3   | MAN 1     | KAR 6   | GÖT 1     | STU 3   | FAL Rit  | KAR 1     | KNU 7   | VAL 5   | MAN 3     |          |         |         |           |          |          |           |       |       | 3º   | 57    |
| 2009 | Flash Engineering         | BMW 320si           | MAN 1 4 | MAN 2   | KAR 1 4   | KAR 2 3 | GÖT 1 2   | GÖT 2 4 | KNU 1 3  | KNU 2 Rit | FAL 1 2 | FAL 2 3 | KAR 1 4   | KAR 2 4  | VAL 1 2 | VAL 2 3 | KNU 1 2   | KNU 2 11 | MAN 1 4  | MAN 2 Rit |       |       | 2º   | 94    |
| 2010 | Flash Engineering         | BMW 320si           | JYL 1 8 | JYL 2 4 | KNU 1 10  | KNU 2 4 | KAR 1 15† | KAR 2 4 | GÖT 1 NP | GÖT 2 13† | FAL 1 2 | FAL 2 5 | KAR 1 3   | KAR 2 3  | JYL 1 4 | JYL 2 1 | KNU 1 6   | KNU 2 1  | MAN 1 13 | MAN 2 5   |       |       | 5º   | 179   |

### TTA - Racing Elite League
| Anno | Scuderia              | Vettura       | 1       | 2         | 3     | 4       | 5       | 6       | 7       | 8     | Pos. | Punti |
| ---- | --------------------- | ------------- | ------- | --------- | ----- | ------- | ------- | ------- | ------- | ----- | ---- | ----- |
| 2012 | Volvo Polestar Racing | Volvo S60 TTA | KAR 1 4 | AND 1 Rit | GÖT 1 | FAL 1 6 | KAR 1 2 | AND 1 3 | STO 1 4 | GÖT 1 | 3º   | 121   |

### Campionato scandinavo turismo
| Anno | Scuderia              | Vettura             | 1       | 2       | 3       | 4       | 5       | 6         | 7       | 8         | 9       | 10      | 11      | 12      | 13      | 14      | 15    | 16    | 17      | 18      | Pos. | Punti |
| ---- | --------------------- | ------------------- | ------- | ------- | ------- | ------- | ------- | --------- | ------- | --------- | ------- | ------- | ------- | ------- | ------- | ------- | ----- | ----- | ------- | ------- | ---- | ----- |
| 2011 | Biogas.se             | Volkswagen Scirocco | JYL 1   | JYL 2   | KNU 1   | KNU 2   | MAN 1   | MAN 2     | GÖT 1   | GÖT 2     | FAL 1   | FAL 2   | KAR 1   | KAR 2   | JYL 1   | JYL 2   | KNU 1 | KNU 2 | MAN 1 7 | MAN 2 7 | 20º  | 12    |
| 2013 | Volvo Polestar Racing | Volvo S60 TTA       | KNU 1 4 | KNU 2 1 | SOL 1   | GÖT 1   | FAL 1   | FAL 2 14† | ÖST 1   | KAR 1     | KAR 2 1 | TIE 1 3 | MAN 1 4 | MAN 2 1 |         |         |       |       |         |         | 1º   | 258   |
| 2014 | Volvo Polestar Racing | Volvo S60 TTA       | KNU 1 7 | KNU 2 4 | GÖT 1 9 | GÖT 2 1 | FAL 1 3 | FAL 2 9   | KNU 1 4 | KNU 2 1   | SOL 1 5 | SOL 2 1 | MAN 1 4 | MAN 2   |         |         |       |       |         |         | 1º   | 279   |
| 2015 | Volvo Polestar Racing | Volvo S60 TTA       | VRS 1   | VRS 2 1 | AND 1   | AND 2 4 | MAN 1   | MAN 2     | FAL 1 3 | FAL 2 11† | KAR 1   | KAR 2 4 |         |         |         |         |       |       |         |         | 1º   | 366   |
| 2015 | Volvo Cyan Racing     | Volvo S60 TTA       |         |         |         |         |         |           |         |           |         |         | SOL 1 3 | SOL 2 6 | KNU 1 3 | KNU 2 3 |       |       |         |         | 1º   | 366   |

### Campionato del mondo turismo
(legenda) (Le gare in grassetto indicano la pole position) (Gare in corsivo indicano Gpv)
| Anno | Scuderia              | Vettura                | 1       | 2         | 3        | 4        | 5        | 6       | 7       | 8        | 9         | 10      | 11        | 12       | 13       | 14       | 15       | 16       | 17      | 18      | 19      | 20      | 21       | 22       | 23    | 24    | Pos. | Punti |
| ---- | --------------------- | ---------------------- | ------- | --------- | -------- | -------- | -------- | ------- | ------- | -------- | --------- | ------- | --------- | -------- | -------- | -------- | -------- | -------- | ------- | ------- | ------- | ------- | -------- | -------- | ----- | ----- | ---- | ----- |
| 2013 | Volvo Polestar Racing | Volvo C30 DRIVe        | ITA 1   | ITA 2     | MAR 1    | MAR 2    | SLO 1    | SLO 2   | UNG 1   | UNG 2    | AUS 1     | AUS 2   | RUS 1     | RUS 2    | POR 1    | POR 2    | ARG 1    | ARG 2    | USA 1   | USA 2   | GIA 1   | GIA 2   | CIN 1 NP | CIN 2 15 | MAC 1 | MAC 2 | NC   | 0     |
| 2016 | Polestar Cyan Racing  | Volvo S60 Polestar TC1 | FRA 1 7 | FRA 2 Rit | SVC 1 SQ | SVC 2 SQ | UNG 1 15 | UNG 2 4 | MAR 1 9 | MAR 2 10 | GER 1 Rit | GER 2 8 | RUS 1 Rit | RUS 2 15 | POR 1 7  | POR 2 6  | ARG 1 11 | ARG 2 14 | GPN 1 6 | GPN 2 7 | CIN 1   | CIN 2 7 | QAT 1 6  | QAT 2    |       |       | 10º  | 117   |
| 2017 | Polestar Cyan Racing  | Volvo S60 Polestar TC1 | MAR 1 2 | MAR 2 7   | ITA 1 5  | ITA 2 1  | UNG 1 NC | UNG 2 7 | GER 1   | GER 2 4  | POR 1 3   | POR 2   | ARG 1 6   | ARG 2 3  | CIN 1 NC | CIN 2 2‡ | GPN 1 4  | GPN 2 5  | MAC 1 4 | MAC 2 5 | QAT 1 5 | QAT 2 4 |          |          |       |       | 1º   | 283,5 |

### Coppa del mondo turismo
| Anno | Scuderia              | Vettura           | 1       | 2       | 3       | 4       | 5         | 6       | 7        | 8         | 9        | 10       | 11       | 12       | 13        | 14       | 15        | 16       | 17       | 18      | 19       | 20      | 21      | 22       | 23        | 24       | 25        | 26       | 27      | 28       | 29        | 30      | Pos. | Punti |
| ---- | --------------------- | ----------------- | ------- | ------- | ------- | ------- | --------- | ------- | -------- | --------- | -------- | -------- | -------- | -------- | --------- | -------- | --------- | -------- | -------- | ------- | -------- | ------- | ------- | -------- | --------- | -------- | --------- | -------- | ------- | -------- | --------- | ------- | ---- | ----- |
| 2018 | M.Racing - YMR        | Hyundai i30 N TCR | MAR 1 2 | MAR 2 5 | MAR 3   | UNG 1 9 | UNG 2 12  | UNG 3 9 | GER 1 2  | GER 2 Rit | GER 3 1  | OLA 1 14 | OLA 2 16 | OLA 3 15 | POR 1 Rit | POR 2 10 | POR 3 1   | SVC 1 13 | SVC 2 10 | SVC 3 4 | NIN 1    | NIN 2 7 | NIN 3 1 | WUH 1 12 | WUH 2 Rit | WUH 3 10 | GPN 1 Rit | GPN 2 12 | GPN 3 8 | MAC 1 11 | MAC 2 Rit | MAC 3 8 | 7º   | 242   |
| 2019 | Cyan Racing Lynk & Co | Lynk & Co 03 TCR  | MAR 1 2 | MAR 2 6 | MAR 3 1 | UNG 1 7 | UNG 2 Rit | UNG 3 5 | SVC 1 23 | SVC 2 22  | SVC 3 11 | OLA 1    | OLA 2 12 | OLA 3 1  | GER 1 11  | GER 2 12 | GER 3 Rit | POR 1 8  | POR 2 13 | POR 3 8 | CIN 1 12 | CIN 2 4 | CIN 3 5 | GPN 1 4  | GPN 2 5   | GPN 3 5  | MAC 1 5   | MAC 2    | MAC 3 7 | MAL 1 27 | MAL 2 23  | MAL 3 7 | 4º   | 297   |

### Formula 3 francese
| Anno | Scuderia        | Vettura         | 1     | 2     | 3   | 4     | 5   | 6     | 7     | 8   | 9   | 10  | 11       | Pos. | Punti |
| ---- | --------------- | --------------- | ----- | ----- | --- | ----- | --- | ----- | ----- | --- | --- | --- | -------- | ---- | ----- |
| 2001 | Prema Powerteam | Dallara-Renault | NOG 1 | NOG 2 | LÉD | MAG 1 | VDV | SPA 1 | SPA 2 | CRO | ALB | LMS | MAG 2 12 | NC   | 0     |

### Formula Renault V6 Eurocup
| Anno | Scuderia | Vettura        | 1       | 2       | 3       | 4       | 5   | 6     | 7     | 8     | 9     | 10    | 11    | 12    | 13    | 14    | 15    | 16    | 17    | 18    | Pos. | Punti |
| ---- | -------- | -------------- | ------- | ------- | ------- | ------- | --- | ----- | ----- | ----- | ----- | ----- | ----- | ----- | ----- | ----- | ----- | ----- | ----- | ----- | ---- | ----- |
| 2003 | SRTS     | Tatuus-Renault | SPA 1 7 | SPA 2 6 | FRA 1 9 | FRA 2 8 | MON | GBR 2 | GBR 2 | BEL 1 | BEL 2 | BEL 3 | SVE 1 | SVE 2 | GER 1 | GER 2 | POR 1 | POR 2 | ITA 2 | ITA 2 | 16º  | 26    |

### Coppa europea turismo
| Anno | Scuderia         | Vettura  | 1       | 2       | Pos. | Punti |
| ---- | ---------------- | -------- | ------- | ------- | ---- | ----- |
| 2005 | WestCoast Racing | BMW 320i | VAL 1 7 | VAL 2 3 | 6º   | 8     |

### Deutsche Tourenwagen Masters
| Anno | Scuderia      | Vettura          | 1   | 2   | 3   | 4   | 5   | 6   | 7   | 8   | 9      | 10      | Pos. | Punti |
| ---- | ------------- | ---------------- | --- | --- | --- | --- | --- | --- | --- | --- | ------ | ------- | ---- | ----- |
| 2006 | Futurecom TME | Audi A4 DTM 2004 | HOC | LAU | OSC | BRH | NOR | NÜR | ZAN | CAT | LMS 14 | HOC 15† | 22º  | 0     |